# 12928 Nicolapozio
12928 Nicolapozio è un asteroide della fascia principale. Scoperto nel 1999, presenta un'orbita caratterizzata da un semiasse maggiore pari a 2,6763907 au e da un'eccentricità di 0,0763022, inclinata di 14,11478° rispetto all'eclittica.
L'asteroide è dedicato a Nicola Pozio, contabile della Spaceguard Foundation.